# Blutige Weihnachten (1963)
Als blutige Weihnachten wurde zunächst vonseiten der türkisch-zyprischen Bevölkerung, etwa drei Jahrzehnte später auch von der internationalen Forschungsliteratur eine länger andauernde bürgerkriegsähnliche Auseinandersetzung zwischen griechischen und türkischen Zyprern zwischen Ende 1963 und Sommer 1964 bezeichnet. Der Begriff wurde von türkischer Seite propagandistisch aufgeladen und im Schulunterricht eingesetzt, aber auch in Fachpublikationen. Er dominierte bis vor wenigen Jahren die Erinnerungskultur des türkischen Teils der Inselbevölkerung. In überregionalen deutschen Tageszeitungen erschien der Begriff spätestens 1974.

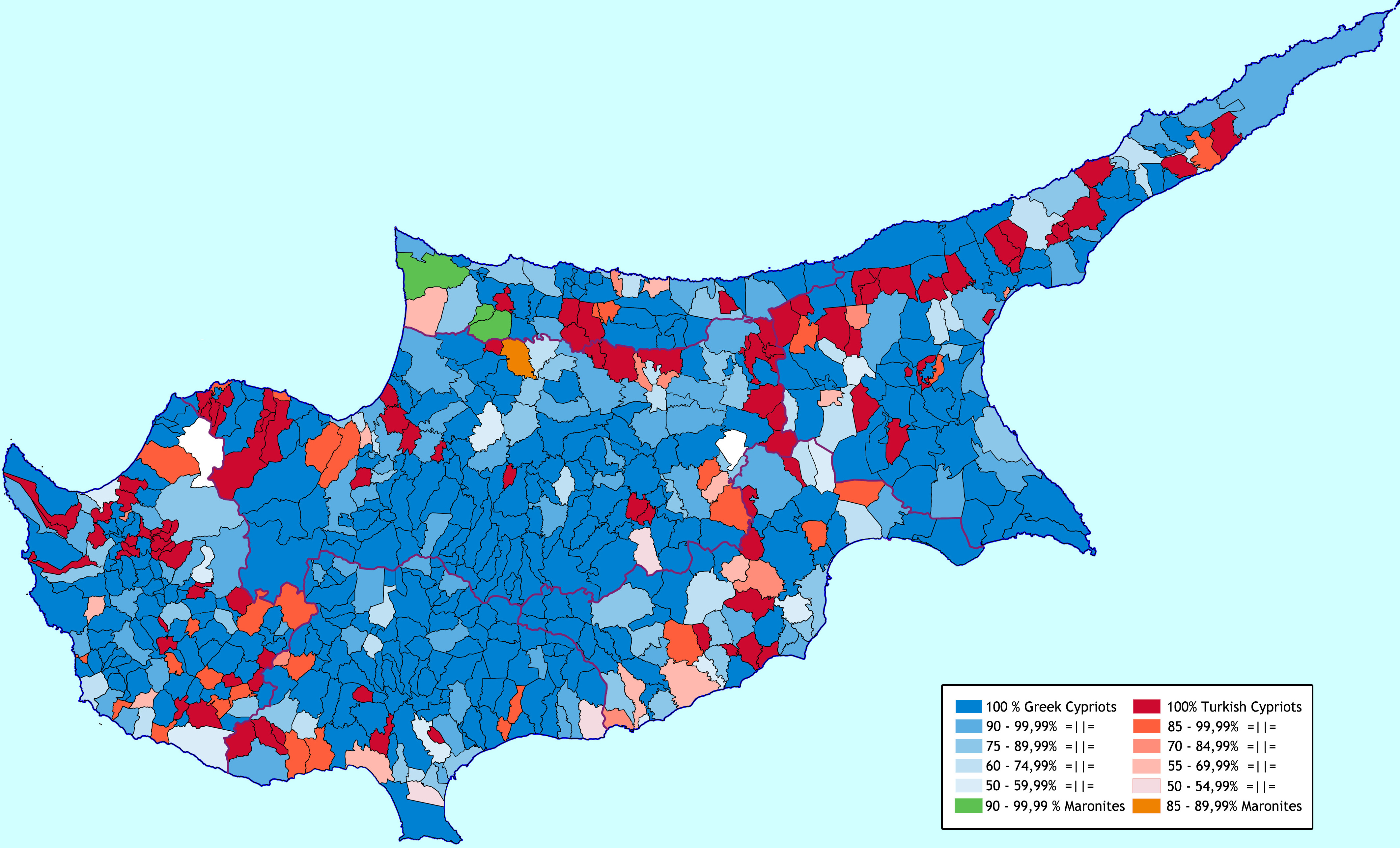
Verteilung der Bevölkerungsgruppen bei Gründung der Republik Zypern im Jahr 1960

## Vorgeschichte und Einordnung
Die britische Kolonie Zypern wurde am 16. August 1960 auf Grund des Abkommens von Zürich zwischen Großbritannien, Griechenland und der Türkei, das im Februar 1959 unterzeichnet worden war, unabhängig. Die griechisch- und türkischsprachigen Angehörigen des neuen Staates sollten gleichberechtigt sein. Zum ersten Staatspräsidenten wurde Erzbischof Makarios III. († 1977) gewählt, der der griechischsprachigen Mehrheit angehörte. In den Konflikt mischten sich vor dem Hintergrund des Kalten Krieges sowohl die USA als auch die Sowjetunion ein, vor allem aber eskalierte der alte Konflikt zwischen Griechenland und der Türkei. In diesem Konflikt waren seit den 1920er Jahren Millionen Griechen aus dem Westen der Türkei, aber auch Hunderttausende von Türken aus Griechenland vertrieben worden.
Um Konflikte auf Zypern zu vermeiden, räumte die Verfassung der türkischen Minderheit einen Anteil von 30 % der Parlamentssitze, ebenso wie einen entsprechenden Anteil in der Verwaltung ein, dazu 40 % in der Armee und der Polizei. Zudem sollten in den fünf größten Gemeinden, in denen Türken und Griechen lebten, separate Verwaltungen eingerichtet werden; auch eine getrennte Gerichtsbarkeit wurde den beiden Sprachgruppen zugestanden. Insbesondere wurden dem Vizepräsidenten, der stets von türkisch-zypriotischer Seite gestellt werden sollte, umfassende Vetorechte eingeräumt.
1963 wollte Makarios eine neue Verfassung durchsetzen, in der das Vetorecht des Präsidenten und des Vize-Präsidenten in Fragen der Verteidigung, der auswärtigen Beziehungen und der Sicherheitsgesetzgebung entfallen sollte. Außerdem sollten die getrennte Gerichtsbarkeit und die Stadtverwaltungen aufgehoben werden. Anlass war die Feststellung, dass die türkische Minderheit in der Praxis nicht in der Lage war, die nach dem Schlüssel 7:3 auf sie entfallenden Posten zu besetzen. Am 30. November 1963 unterbreitete Makarios ein 13-Punkte-Memorandum zur Verfassungsänderung. Die türkische Seite verdächtigte Makarios, er wolle die Insel an Griechenland anschließen. Zwar gilt die Forderung von Makarios nach einer Verfassungsänderung als Auslöser der blutigen Weihnacht und damit des Auftakts zum Zypernkonflikt, doch zeigen jüngere Untersuchungen, dass sowohl türkische als auch griechische Gruppen bereits zuvor Waffenlieferungen organisiert hatten. Während die Griechen damit hofften, ihr Ziel, den Anschluss an Griechenland (Enosis), zu erreichen, hofften die Türken auf die Teilung der Insel (Taksim). Doch viele türkische Zyprer waren gegen die Teilung. Während die Griechen später behaupteten, die Türken hätten freiwillig die Regierung verlassen, behaupteten die Türken, sie seien dazu gezwungen worden. Doch auch Türken, die der Gesamtregierung treu blieben, erweckten den gegenteiligen Eindruck, da sie ihren Ämtern fernblieben. Dies geschah jedoch vielfach aus Furcht vor Angriffen oder aus Sorge, ihre Loyalität könnte als Verrat an der türkischen Sache aufgefasst werden. Anfang 1964 war die Inselregierung praktisch ausschließlich in griechischer Hand. In Famagusta hingegen erschienen türkischsprachige Staatsbedienstete weiterhin zur Arbeit.
Seit Makarios’ Verfassungsänderung war es zu Spannungen gekommen, am 21. Dezember 1963 wurden die armenischen Häuser der Hauptstadt besetzt – sie hatten sich im Referendum mit großer Mehrheit für Griechenland entschieden –, am 19. Januar 1964 die verbliebenen Häuser des Quartiers geplündert. Nach Drohungen flohen 231 armenische und 169 griechische Familien. Am selben Tag kam es zu einem Massaker an türkischzyprischen Zivilisten durch griechischzyprische Polizeikräfte, dem weitere folgten, was von türkischer Seite als „Blutige Weihnachten“ bezeichnet wurde. Am 21. und 22. Dezember 1963 wurden 133 türkische Zyprer von griechischen Zyprern getötet.
Diese wechselseitigen Übergriffe bildeten den Auftakt für Kämpfe, bei denen insgesamt rund 1000 türkische und mindestens 200 griechische Zyprioten starben. Später brüstete sich der militante Aktivist Nikos Sampson, 200 türkische Frauen und Kinder ermordet zu haben. Allein zwischen Dezember 1963 und dem Ende der Auseinandersetzungen im Sommer 1964 verloren 364 türkische und 174 griechische Zyprer ihr Leben. 18.667 türkische Zyprer aus 103 Dörfern verließen ihre Häuser, womit die ethnische Teilung der Insel in einen türkischen Norden (sieht man von der Karpas-Halbinsel ab) und einen griechischen Süden begann.

## Verlauf
Am frühen Morgen des 21. Dezember 1963, zu einer Zeit als Gerüchte kursierten, griechisch-zyprische Milizen würden in Nikosia Übungen abhalten, um Blockaden einzurichten, wurde ein Fahrzeug von irregulären griechisch-zyprischen Einheiten angehalten. Die Milizionäre forderten die Insassen auf, ihre Ausweispapiere zu zeigen. In dieser angespannten Atmosphäre erschienen türkisch-zyprische Milizionäre in den Straßen. Gegen 3 Uhr 20 wurde von ersten Schüssen berichtet. Bis zum Abend waren zwei Männer türkischer Abstammung tot, acht weitere Männer sowohl griechischer als auch türkischer Herkunft verletzt. Die ersten beiden Opfer waren die türkischen Zyprer Zeki Halil und Cemaliye Emirali. Nachdem sie mit anderen im Auto durch die griechischen Viertel von Nikosia gefahren waren, hielt eine Gruppe von bewaffneten griechischen Zivilisten zwei Fahrzeuge unmittelbar bei der Ankunft im türkischen Viertel an und zwang die zehn Insassen auszusteigen. Als die griechisch-zyprische Polizei ankam, traten die griechischen Zivilisten beiseite und die Polizei schoss in die Menge der türkischen Zyprer.
Aufrufe des Präsidenten und des Vize-Präsidenten, Ruhe zu bewahren, blieben wirkungslos; auch an anderen Stellen der Hauptstadt kam es zu Schusswechseln. Am nächsten Tag kam es zu Kämpfen in Larnaka, doch blieb es bis zum nächsten Tag ruhig. Erst mit einem Angriff auf griechisch-zyprische Familien im Stadtteil Omorphita von Nikosia flammten die Kämpfe wieder auf, nun auch in Famagusta und Kyrenia.
In der Folge fuhr die türkisch-zypriotische Führung, unterstützt durch die Regierung in Ankara, einen harten Kurs. Die Extremisten beider Lager heizten den Konflikt weiter an, sodass die Auseinandersetzungen bürgerkriegsartige Ausmaße annahmen. Neben dem als Hardliner geltenden Nikos Sampson und seinen Mitstreitern agierten auf griechischer Seite auch Terrorgruppen, die zum Teil aus der EOKA hervorgegangen waren. Bis heute wird die Regierung Makarios von türkischer Seite verdächtigt, sie habe die Gruppe der türkischen Zyprer auslöschen wollen.
Noch am 23. Dezember hielt die britische Regierung als eine der drei Garantiemächte den Vorgang für eine innere Angelegenheit. Doch am 24. Dezember wurde der zyprische Außenminister ins Commonwealth-Büro eingeladen, der türkische Außenminister hielt Besprechungen mit dem amerikanischen und dem sowjetischen Botschafter. Die drei Garantiemächte riefen die Inselbewohner auf, die Kämpfe einzustellen, doch zu Weihnachten kam es, nachdem drei türkische Kampfflugzeuge im Tiefflug Nikosia überquert hatten, zu Kämpfen an der strategisch bedeutenden Kyrenia-Straße, insbesondere um das Dorf Gunyeli. In einer Sondersitzung traf London Vorbereitungen zum Schutz der 15.000 Briten auf der Insel.
Die türkische Öffentlichkeit trat für eine Intervention ein, eine allgemeine Mobilmachung schien bevorzustehen. Doch die Regierung bevorzugte ein gemeinsames Eingreifen der Garantiemächte, war jedoch bereit, falls dieser Plan scheitern sollte, allein vorzugehen. Die griechische Regierung stand weniger unter öffentlichem Druck. Athen bevorzugte ebenfalls ein gemeinsames Vorgehen, doch war es besorgt wegen türkischer Kriegsschiffe, die vor der Küste Zyperns gesichtet worden waren. Am 25. Dezember wurde die Regierung Zyperns in Kenntnis gesetzt, dass die drei Garantiemächte unter Führung Großbritanniens die Ordnung wiederherstellen würden, wenn die Regierung sie dazu auffordere. Makarios bat sich Bedenkzeit aus, stimmte jedoch am 26. im Grundsatz zu.
Inzwischen hatten die türkischen Truppen auf der Insel ihr Lager am 25. Dezember verlassen. Einige von ihnen unterstützten die Inseltürken bei der Befestigung ihrer Stellungen. Andere hatten zudem an direkten Kämpfen gegen Inselgriechen bei Ortaköy nördlich von Nikosia teilgenommen. Auch griechische Kontingente hatten sich an Kämpfen beteiligt, doch nach der Zusage Makarios’ hatten sie sich in ihre Lager zurückgezogen. Da sich Griechenland weigerte, an der gemeinsamen Aktion ohne türkische Teilnahme zu partizipieren, mussten einige ältere türkische Offiziere herhalten, um das Unternehmen nicht zu gefährden. Außerdem weigerte sich die türkische Truppe, sich dem britischen Kommando ohne Befehl aus Ankara zu unterstellen. Damit standen die britischen Truppen praktisch allein.
Die Angst vor Übergriffen führte zunächst dazu, dass türkische Zyprer die gemischt besiedelten Orte verließen. Dieser Exodus wurde von der türkischen Seite zur Propaganda genutzt, gefördert und instrumentalisiert. Daraufhin blockierte die griechisch-zypriotische Führung die Zugänge zu türkisch-zypriotischen Enklaven, sodass die Bewohner von der Versorgung mit Wasser, Strom und Lebensmitteln abgeschnitten wurden.
Am 27. Dezember bezog die Joint Truce Force der Garantiemächte Stellung in Nikosia. Gleichzeitig begannen Ärzte mehrere hundert verletzte türkische Zyprer zu behandeln. General Peter Young schien es zunächst zu gelingen, die Kämpfe zu beenden, die nur noch sporadisch aufflammten. Auch die Regierungen in Ankara und Athen waren optimistisch.

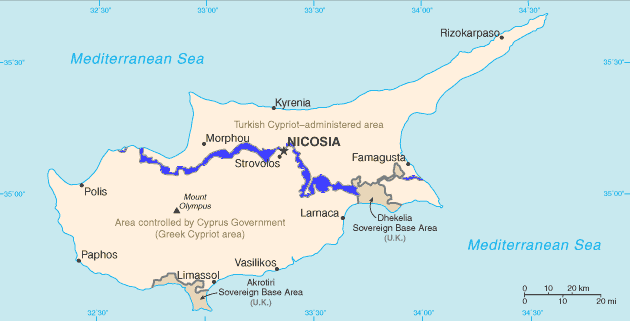
Verlauf der späteren UN-Pufferzone

Doch die britische Luftwaffe berichtete von türkischen Kriegsschiffen nur 15 bis 20 Meilen vor der Küste Zyperns, die auf dem Weg nach İskenderun waren, wie sich später herausstellte. Die Griechenzyprer trugen diese Frage am Morgen des 28. Dezember vor den UN-Sicherheitsrat. Nachdem die türkische Flotte – obwohl sich Ankara als Garantiemacht dazu berechtigt fühlte, sich Zypern zu nähern – ihre Flotte abgezogen hatte, hoffte London, den zyprischen Außenminister Spyros Kyprianou davon abhalten zu können, den Sicherheitsrat anzurufen. Dieser sah sich schließlich zu keinen Beschlüssen veranlasst. Athen jedoch versetzte seine Flotte in Alarmbereitschaft. In London begann eine Debatte darüber, eine UN-Truppe auf der Insel einzusetzen, um die Konflikte zwischen Athen und Ankara aus dem Inselkonflikt herauszuhalten.
Derweil versicherte Ankara, dass es seine Kriegsvorbereitungen in İskenderun nur deshalb vorantrieb, um die türkisch-zyprische Öffentlichkeit zu beruhigen. London fürchtete hingegen, dass Ankara eine einseitige Intervention vorbereitete. Am 28. Dezember erschien Duncan Sandys, British Commonwealth Secretary, auf der Insel. Ihm gelang es, die offiziellen Vertreter und die Führer der kämpfenden Einheiten davon zu überzeugen, dass britische Truppen eine Demarkationslinie bewachen sollten. Dabei sollten die Toten an ihre jeweiligen Landsleute ausgeliefert, Gefangene ausgetauscht werden. Außerdem sollte die telefonische Verbindung zwischen Nikosia und Kyrenia wiederhergestellt werden. Nun unterbreitete Makarios jedoch den Plan, der bereits am 23. Dezember einmal erwähnt worden war, die Verbindungen zu den Garantiemächten zu lösen und nur noch Großbritannien als Garantiemacht anzusehen. Dies lehnte Ankara ab, während Athen damit einverstanden war. Da die türkischen Truppen noch immer nicht in ihre Baracken zurückgekehrt waren, drohten die Griechen damit, die britische Führung nicht mehr anzuerkennen. Zu diesem Zeitpunkt war Nikosia praktisch gespalten: Im Norden lebte nun die türkische, im Süden die griechische Gruppe.
Erstmals erschienen ausländische Journalisten am 28. Dezember in Nikosia, wo sie von Massakern an 200 bis 300 Menschen berichteten. Gefährdet waren dabei nicht nur Griechen durch Türken und umgekehrt, sondern, wie entsprechende Beschwerden zeigten, waren auch türkische Zyprer durch Angehörige ihrer eigenen Sprachgruppe gefährdet, die zur Regierung standen. Am 14. Januar 1964 berichtete der Daily Telegraph, dass die türkischen Zyprer von Agios Vasilios am 26. Dezember 1963 massakriert worden und ihr Massengrab in Gegenwart von Angehörigen des Roten Kreuzes ausgehoben worden war. Von griechisch-zyprischer Seite wurde behauptet, die Leichen, die sich auch an anderen Stellen fanden, seien in Krankenhäusern Verstorbene gewesen, die die Türken als Opfer vorzeigen wollten. Am selben Tag erkannte der italienische Il Giorno, dass ein Massenexodus in den Norden eingesetzt hatte. Die türkischen Zyprer betrachteten umso mehr die Türkei als ihre Schutzmacht.
Am 17. Februar schrieb die Washington Post: „Greek Cypriot fanatics appear bent on a policy of genocide.“ Als am 6. Februar griechisch-zyprische Polizeieinheiten Agios Sozomenos angriffen, ließen sie sich auch von den britischen Truppen nicht aufhalten. Am 13. Februar wurde das türkische Quartier von Limassol mit Panzern angegriffen.

## Ethnische Spaltung
Rund 20.000 türkische Zyprer sollen ihre Häuser aufgegeben haben. Die Aktionen beider Seiten führten dazu, dass die Teilung der Insel eingeleitet wurde. Rauf Denktaş, der 1975 den Türkischen Bundesstaat von Zypern ausrief, dessen Präsident er von 1976 bis 2005 war, begründete seine Weigerung, den Zypernkonflikt durch eine Rückkehr zum status quo ante zu lösen, auch mit der Traumatisierung seiner Landsleute durch die Blutigen Weihnachten von 1963. Insgesamt wurden 270 Moscheen, Schreine und andere Gotteshäuser geschändet.

## Begriffsgeschichte
Das Massaker an Angehörigen der türkischen Minderheit auf Zypern wurde zunächst, wie meist in solchen Fällen, mit einer Vielzahl von Bezeichnungen belegt. Auf der türkischen Seite setzte sich seit den 1970er Jahren die Bezeichnung Kanlı Noel durch, bereits 1964 erschien er in einer türkischen Publikation. Dieser Begriff wurde zunächst von der türkischen Fachliteratur aufgenommen, 1984 bezeichnete das Turkish Cypriot Human Rights Committee, das Menschenrechtskomitee der türkischen Zyprioten, die Vorgänge mit diesem Begriff.
Lange Zeit tauchte der Begriff ausschließlich in türkischen Publikationen auf, erschien jedoch spätestens 1974, als der Zypernkonflikt wieder in den Blick der Weltöffentlichkeit rückte, auch in deutschen Zeitungen. Doch im Laufe der 1990er Jahre, als sich der Konflikt zwischen Griechenland und der Türkei abmilderte, erschien er auch in angelsächsischen Publikationen. Von dort drang er in historische Fachzeitschriften vor. Die Bulgarian Historical Review (2005, S. 93) zitierte aus einer türkischen Publikation von 1989, die sich dem Ereignis gewidmet hatte. Bereits zuvor war die Bezeichnung in übergreifenden Geschichtswerken aufgetaucht, gelegentlich in Anführungszeichen. Spätestens mit Fachpublikationen aus den USA dürfte der Begriff auch in der wissenschaftlichen Literatur etabliert worden sein, ohne dass es zu einer Verdrängung der ursprünglich propagandistischen Funktion kam.
Mit der Öffnung der innerzyprischen Grenzen begann ein Prozess der Aufarbeitung, bei dem der stark divergierende Gebrauch von Begriffen, die meist der Schuldzuweisung dienten, analysiert wurde. So könnten das Wissen um die nationalistische Schöpfung von Begriffen und deren Einsatz in Medien, Schulbüchern und Museen zur Schaffung und Erhaltung eines Feindbildes sowie die Erforschung von Motiven der Erinnerung und des Vergessens zur Aussöhnung beitragen.
Seit 1974 erinnerten die Griechen systematisch an das „Türkisch besetzte Zypern“, die Türken agierten ähnlich und gründeten etwa ein Barbarlık Müzesi, ein „Museum der Barbarei“. Ähnlich wie die Griechen wollten sie sich für immer an die Massaker erinnern (unutmayacağız), allen voran an die blutige Weihnacht. Türkische Schulbücher wie Kıbrıs Türk Mücadele Tarihi konzentrierten sich auf die Leiden, die den Türken auf Zypern zugefügt worden waren, ähnlich wie es die Griechen taten. Dabei wurden die wechselseitigen Untaten unbegrenzt in die Vergangenheit zurückprojiziert und einseitige Schuldzuweisungen und Klischees waren insbesondere in den Schulbüchern die Regel.
2003 kam es jedoch zu einer Revision der türkischsprachigen Schulbücher, die den Griechen mehr positiven Raum in der Geschichte Zyperns einräumte und die historisch belegbaren Motive weniger zu propagandistischen Zwecken einsetzte. Um die subjektive Wahrnehmung des Leidens und die nachlassende Neigung, die Taten ausschließlich den Griechenzyprern zuzuordnen, wird der Begriff „blutige Weihnacht“ nun wieder in Anführungszeichen gesetzt.
Auf griechischer Seite kam es ab 1997 zu einer Revision der Schulbücher. Dort wurden quellenbelegte Vergleiche ermutigt, die langen friedlichen Phasen immerhin erwähnt, wenn auch Stereotype vom brutalen und ungebildeten Türken weiterhin gepflegt wurden. Ab 2004 kam es zu einer umfassenderen Debatte über die Ziele solcher Werke. Übergreifende Gruppen bemühen sich seither um kritische Distanz, Etablierung historisch-kritischer Methodik und Annahme des Leidens der „Anderen“ sowie die Darbietung verfügbarer Quellen.
Bei den Griechenzyprern hat sich der Begriff „Blutige Weihnachten“ bisher nicht etabliert, im Gegensatz zu den Türkenzyprern. Halil Ibrahim Salih bemerkte noch 2012 in Abgrenzung zu den Griechen, dass „the Turkish Cypriots call it ‚the bloody Christmas massacre‘“.